# Cari Read
Cari Read, född den 4 september 1970 i Edmonton, Kanada, är en kanadensisk konstsimmare.
Hon tog OS-silver i lagtävlingen i konstsim i samband med de olympiska konstsimstävlingarna 1996 i Atlanta.